# Salzai Hermann

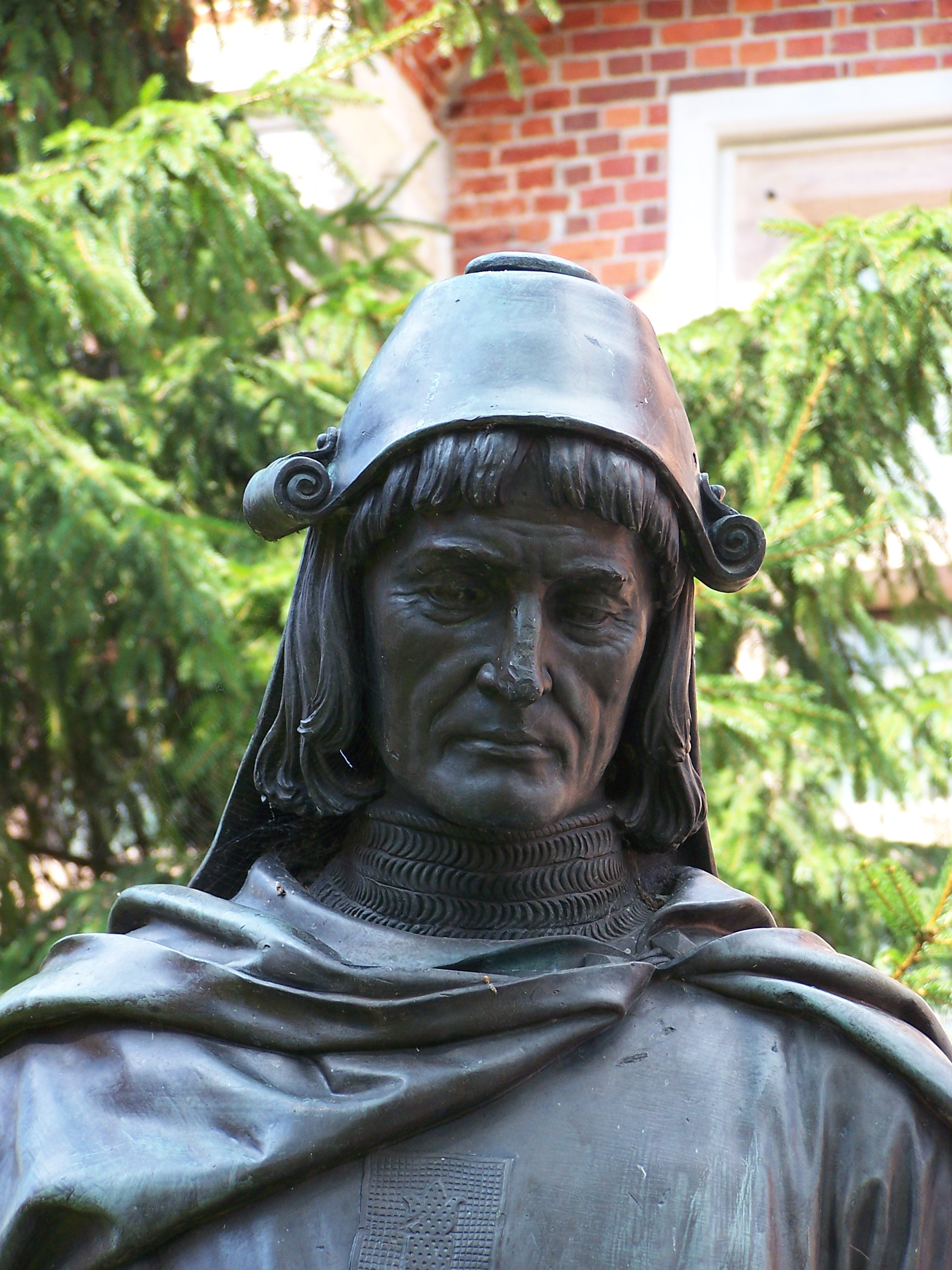
Salzai szobra a Máriavár kertjében

Salzai Hermann (németül: Hermann von Salza), (Bad Langensalza, 1170 – Salerno, 1239. március 20.) a Német Lovagrend 4. nagymestere és államának alapító atyja.

## Élete
Türingiai kisnemesi családból származott, s nagy nehézségek árán küzdötte fel magát. Fiatalon léphetett be a Német Lovagrendbe, és 1209-től Heinrich von Tunnát követően annak nagymestere volt. 

### A lovagok Magyarországon
Mivel a keresztes hadjáratok sorra kudarcot vallottak, a rend mozgástere Palesztinában beszűkült, ezért kezdett a pogány középkelet-európai térségek után érdeklődni Salzai Hermann. Amikor a velenceiek Konstantinápoly ellen vezették a kereszteseket, a lovagok egy része a vezetésével felháborodva elhagyta a Szentföldet.
II. András közbenjárására Magyarországon, a Barcaságban telepedtek le. A király felesége Gertrúd királyné jóvoltából lovagjai és az általuk letelepített frank (rajnai) hospesek először számos fontos kiváltságot és adományt kaptak. Ez visszatetszést váltott ki a magyar nemességben, és amikor a királynét megölték, II. András már visszafogottabban adományozott nekik.
Nem elhanyagolható azonban az tény sem, hogy a rend magyarországi évei alatt az addig részben gyepűelveként szolgáló, ritkán lakott és erdős Barcaságot gazdaságilag felfejlesztette, benépesítette. Salzai a rend által emelt kőváraknak köszönhetően megvédelmezte Erdélyt a kun támadóktól és Havaselve java részét is uralma alá vonta, ahol a kunságot megkereszteltették a domonkos szerzetesekkel.
Amikor a nagyratörő Salzai Hermann a német lovagok dél-erdélyi területeiből önálló országot kívánt létrehozni, menekülniük kellett az országból a magyar király fegyveresei elől, és az ellene folytatott harcban jó pár lovag elesett.

### Lengyelországi letelepedés
Rövidesen új lehetőség nyílt meg előttük Lengyelországban, ahol előretekintőbbek voltak, mint Erdélyben. Salzai ezt megelőzően II. Frigyes német-római császárnál járt és kényes diplomáciai ügyeket segített neki elsimítani, valamint közvetítőként lépett fel a császárság és a pápaság között.
Mazóviai Konrád kérésére Kulm (Chełmno) vidékén telepedtek le a német lovagok. Konrád arra kérte Salzait, hogy Lengyelország részére foglalják el a pogány balti Poroszországot. Bár Konrád adománylevelet adott a rend számára, de a megegyezés csak félig volt érvényes. Éppen ezért Salzai korábbi diplomáciai szolgálatai elismeréséül, 1226-ban megkapta II. Frigyestől a rimini aranybullát, amely jogot szerzett a Baltikumban való letelepedésre, s ez biztosította a Német Lovagrend hatalmát Poroszország felett.
1234-ben IX. Gergely pápa új, széles körű kiváltságokkal ruházta fel mind őt, mind a lovagjait. E levélben az eddigi és későbbi hódításokat a Szentszék birtokának ismerték el, de a terület feletti igazgatás jogát a Lovagrend mondhatta magáénak. Mindezek a privilégiumok alapítólevelei lettek a Német Lovagrend poroszföldi államának, és biztosították a lovagokat afelől, hogy a pápa és a Német-római Birodalom, ha a szükség úgy hozná, támogatni fogja őket Lengyelország ellen.
Azért, hogy a porosz területekből való részesedésből Konrád herceg ki ne maradjon, ő is alapított 1230-ban egy német–lengyel lovagrendet, a Dobrini Testvérek Rendjét. Ez a rend számbelileg kisebb volt, belső felépítését a herceg olyan más lovagrendekéről, mint a Kardtestvérek rendje mintázta, és inkább konkurencia volt a német lovagok számára. 1234-ben a rend megszűnt, a német tagok a teuton rendbe olvadtak bele Salzai jóvoltából.
Hermann nagymester kulcsszereplője volt 1230-ban a pápaság és a császárság kibékítésében. Később egy viszályt simított el Frigyes és lázongó fia, Henrik között. Bölcsessége, megfontoltsága és műveltsége szilárd hátteret biztosított ahhoz, hogy a Lovagrend szabadon kiépíthesse országát a porosz területeken.
A poroszok leigázása során eleinte nem történt semmilyen komolyabb visszaélés, azok majd csak Salzai Hermann halála után következtek be.
1237-ben, két évvel halála előtt még jobban kiszélesítette hatalmát, mivel a livóniai Kardtestvérek rendje beolvadt a Német Lovagrendbe. Salernóban, Itália földjén hunyt el, életének hetvenedik évében.